# Кірись Олексій Сергійович
Олексі́й Сергі́йович Кі́рись (нар. 30 березня 1981 — пом. 27 грудня 2015) — старший солдат Збройних сил України, учасник російсько-української війни. 

## Життєпис
Народився 1981 року в Млинові Рівненської області, де й проживав.
У лютому 2014 року прийшов до війська добровольцем; старший солдат 1-ї штурмової роти, 24-й окремий штурмовий батальйон ЗСУ «Айдар».
Спочатку був кулеметником, розвідником, згодом — оператором-навідником БМП. Одного разу залишився прикривати роту, що змінювала позицію, та кілька годин стримував напад проросійських терористів — доки не закінчилися набої.
Загинув уночі проти 27 грудня 2015-го під час чергування на спостережному посту поблизу селища Новгородського: під час обстрілу поряд з ним вибухнула граната, ударною хвилею та осколком знесло каску, другий осколок влучив у голову. Олексія намагалися врятувати, по дорозі до госпіталю його серце зупинилося.
Похований у Млинові, 28—30 грудня в районному центрі оголошені днями жалоби.
Без Олексія лишилися мама та молодший брат, який теж воював на російсько-українській війні.

## Нагороди та вшанування
- Указом Президента України № 216/2016 від 18 травня 2016 року, «за особисту мужність і високий професіоналізм, виявлені у захисті державного суверенітету та територіальної цілісності України, вірність військовій присязі», нагороджений орденом «За мужність» III ступеня (посмертно)[1].
- 30 березня 2016 року на фасаді Млинівської гуманітарної гімназії, де навчався Олексій Кірись, йому було відкрито меморіальну дошку[2][3].
- Вшановується в меморіальному комплексі «Зала пам'яті», в щоденному ранковому церемоніалі 27 грудня[4][5].